# 渡辺一志
渡辺 一志（わたなべ かずし、1976年 - ）は、日本の映画監督、脚本家、俳優である。

## 略歴
23歳の時、自ら脚本・監督・主演を務めた『19』を発表する。本作は、1996年、ぴあフィルムフェスティバルに入選し、PFFアワード1996準グランプリを受賞したほか、海外映画祭で高い評価を得て、サラエヴォ国際映画祭では新人監督特別賞を受賞。俳優としても三池崇史や、林海象の作品に出演する。

## 監督作品

### 長編映画
- 19（2001年）
- スペースポリス（2004年）
- キャプテントキオ（2007年）
- 新選組オブ・ザ・デッド（2015年）
- サムライせんせい（2017年）

## 出演作品

### 長編映画
- ビジターQ（2001年） - 秀臣 役
- 19（2001年） - 横浜 役
- 探偵事務所5″〜5ナンバーで呼ばれる探偵達の物語〜（2005年） - 安部竜太郎 役
- カインの末裔（2007年） - 棟方 役
- USB （2009年） - 広瀬祐一郎 役
- 新選組オブ・ザ・デッド（2015年） - 坂本龍馬 役